# Bertrand Flornoy
Bertrand Flornoy (27 de marzo de 1910, París - 25 de abril de 1980, París) fue un explorador, etnologo y antropólogo francés. Su especialidad fue la región amazónica peruana, explorando la cuenca del río Amazonas. Como arqueólogo estudió las civilizaciones amerindias preincas. En el ámbito político, fue diputado gaullista de 1962 hasta 1978.
Era hijo de Eugène Flornoy y Henriette Castillon du Perron.

## Explorador y arqueólogo
En 1936, se convirtió en director del proyecto en el Museo Nacional de Historia Natural, enviando una misión de estudio y exploración en el Amazonas y los Andes. Se especializa en el Alto Amazonas del Perú y descubre en 1941 y 1942, las fuentes del río Marañón, uno de los ríos que compone la Amazonía. En 1947 hizo su primera visita, exploró, estudió y luego dio a conocer al mundo el complejo arqueológico de Tantamayo en la actual provincia de Huamalíes de la región Huánuco, aunque este ya había sido visitado anteriormente por Antonio Raymondi y Julio C. Tello.
El arqueólogo Flornoy, se interesa particularmente por las civilizaciones precolombinas y descubre en 1955-1956, los restos de una civilización anterior a los Incas. De los 101 sitios investigados en la región de Tantamayo, 25 son estudiados sobre todo en 1955 y 1956 con Marc Corcos. Muchos monumentos descubiertos revelaban una arquitectura desconocida en América del Sur (3 y 4 edificios de una planta). Bertrand Flornoy y Marc Corcos descubrieron el "Imperio de Yarovilca" civilización preincaica conocida hasta ahora y que, desde la conquista española, no habían sido localizados.
En 1937, es uno de los miembro que fundaron el Club de los exploradores franceses que más tarde se convirtió en la Sociedad de exploradores franceses. Fue el presidente en 1946, y luego desde 1948 hasta 1952 y desde 1956 hasta 1980. Miembro de la Comisión Central de la Sociedad Geográfica, que también forma parte del Club de Exploradores de Nueva York.

## Libros científicos y documentales
Bertrand Flornoy escribió numerosos libros donde narraba sus viajes.
De acuerdo con André Chenneviere la "notable obra de Bertrand Flornoy de la Amazonia" tiene un indiscutible "valor científico", pero son menos accesibles que los de Ferreira de Castro.
Flornoy fue también el director de varios documentales desde 1947 hasta 1953. En 1955 produjo una grabación de sonido de los indios Iowa y Bora, con el que ganó el Grand Prix du Disque de la Academia Charles Cros.

## Diputado
En la Quinta República, Bertrand Flornoy entró en la política en 1959, convirtiéndose en diputado Unión Nacional de Jóvenes para la Nueva República (UNR).
Fue también diputado gaullista de Seine-et-Marne de 1962 a 1978, reelegido tres veces y fue también alcalde de Coulommiers (Seine-et-Marne).

## Obra
Escribió varios libros, y publicó varias grabaciones sonoras en documentales.

### Algunas publicaciones
- Haut-Amazone, Paris, Plon, 1939 ; reed. Paris, Plon, 1953.

- Trois Français chez les Indiens réducteurs de têtes, París, Plon, 1939 ; reed. Río de Janeiro, Atlantica Editora, 1945 ; reed. París, Plon, 1953 (reeditado en común con Haut-Amazone)

- Chez les Indiens de l'Amazone, París, ed. Je sers, 1943.

- Découverte des sources, des Andes à la forêt amazonienne, París, Je sers, 1946 ; reed. París, Je sers, 1951.

- De la banquise à la jungle, obra colectiva, París, Plon, 1952.

- Iawa, le peuple libre, París, Amiot-Dumont, 1953 ; reed. 1955.

- Aux sources de l'Amazone, con Geneviève Rouch, París, F. Nathan, 1954.

- L'Aventure Inca, París, Amiot-Dumont, 1955 ; reed. París, le Club du livre d'histoire, 1955 ; reed. París, Librairie Académique Perrin, 1963 ; reed. París, Perrin, 1980 ISBN 2-262-00204-5

- Exploration archéologique de l'Alto Río Marañón (des sources du Río Marañón au Río Sarma), 1955.

- Mission dans le Haut-Amazone, 1956.

- A la pointe de l'exploration, París, Fayard, 1960.

- Amazone, Terres et hommes, découverte des sources, París, ed. Perrin, 1969 ; reed. Evreux, le Cercle du bibliophile, 1970.

- Otros : diversos artículos, prefacios, contribuciones.

### Documentales
- Les indiens des hauts plateaux, París, 1947.[9]

- Conquête de la forêt vierge, París, Gaumont, 1948.[9]

- Mon ami Ti, réducteur de têtes, París, Gaumont, 1948.[9]

- Iawa ! au cœur de l'amazone, 1953.

### Discografía
- Amazone : Indiens Iawa et Bora, registro sonoro, París, Vogue, 1955 ; Gran Premio del disco de la Académie Charles-Cros en 1955.[1]